# Koreja
Koreja  (한국/韓國/Hanguk, in / 조선/朝鮮/Joseon) je ozemlje in nekdanja država na Korejskem polotoku, ki je po letu 1945 razpadla na Severno in Južno Korejo. Na severu meji na Ljudsko republiko Kitajsko, na skrajnem severovzhodu pa ima del meje tudi z Rusijo.
Njeno staro ime je, slovenjeno, Čosen, dežela jutranjega miru. 